# Ion Insausti Jiménez
Ion Insausti Jiménez es un exjugador español de rugby, nacido el 27 de abril de 1984 en Hernani (Guipúzcoa). Su posición habitual en el campo era de pilier.
Era un jugador habitual en la selección española con la que ha participado en la fase de clasificación para la Copa del Mundo de Rugby celebrada en Francia 2007 y de Nueva Zelanda 2011.

## Carrera Deportiva

### Clubes
Desde su ascenso desde juveniles ha jugado en los siguientes clubes:
| Temporada(s) | Club              | Partidos | Titular | Puntos |
| ------------ | ----------------- | -------- | ------- | ------ |
| 2005-2008    | El Salvador       |          |         |        |
| 2008-2010    | CRC Madrid        |          |         |        |
| 2009         | Gatos de Madrid   | 5        |         | 10     |
| 2010-2012    | Saint Jean De Luz |          |         |        |
| 2012         | Hernani CRE       |          |         |        |

### Selección española
Jugó su primer partido con la selección española el 5 de noviembre de 2005 en un partido amistoso (Test Match) contra Japón en el que España perdió 44-29. Tras este partido se ha convertido en uno de los pilieres titulares de la selección.
En las veinte ocasiones en las que ha defendido la camiseta nacional sólo ha sido suplente en tres de ellas, el resto ha sido el Número 1, salvo en una ocasión que jugó de 3.
Hay que destacar que fue titular en el partido que enfrentó, por primera y única vez hasta la fecha, al "especial" equipo de rugby de los Barbarians y a la Selección Española. Este partido tuvo lugar el 23 de mayo de 2007 en el Estadio Manuel Martínez Valero de Elche (Alicante).

## Palmarés
(Hasta 14 de julio de 2009)

### Con sus clubes
- 3 Ligas de División de Honor: 2007 y 2008 (Club de Rugby El Salvador), 2009 (CRC Madrid)
- 1 Liga Superibérica: 2009 (Gatos de Madrid)
- 3 Copas del Rey: 2006 y 2007(Club de Rugby El Salvador), 2009 (CRC Madrid)
- 3 Supercopas de España: 2007 y 2008 (Club de Rugby El Salvador), 2009 (CRC Madrid)

### Con el equipo nacional
(Hasta 15/3/2009)
- 25 convocatorias
- Convocatorias por temporada: 3 en 2005, 7 en 2006, 6 en 2007, 5 en 2008, 4 en 2009